# Osmia cornuta
Osmia cornuta là một loài ong trong họ Megachilidae. Loài này được Latreille miêu tả khoa học đầu tiên năm 1805.